# Nasolamia velox
 Nasolamia velox és una espècie de peix de la família dels carcarínids i de l'ordre dels carcariniformes.

## Morfologia
Els mascles poden assolir els 150 cm de longitud total.

## Distribució geogràfica
Es troba des de la Península de Baixa Califòrnia (Mèxic) i el Golf de Califòrnia fins al Perú.